# 锡瓦希夫卡
46°15′15″N 34°25′41″E / 46.25417°N 34.42806°E
錫瓦希夫卡（羅馬化：Syvashivka）是位於烏克蘭南部的村莊，由赫爾松州海尼切斯克區的新特羅伊茨凱市鎮負責管轄。該村始建於1908年，面積61.6平方公里，海拔高度18米，2001年人口869，人口密度每平方公里14.1人。